# Aero Chord
Aero Chord (né Alex Vlastaras le 8 novembre 1991) est un producteur de musique et DJ grec qui produit principalement du Trap.

## Début
Aero Chord parle des origines de son nom lors d'une interview : « Eh bien, mon nom n'a pas été facile à choisir. Cela m'a pris au moins 2 mois. J'ai parcouru les générateurs de noms et j'ai combiné leurs résultats à l'infini jusqu'à ce que quelque chose de bon, de significatif et d'unique émerge. Quand j'ai vu Aero Chord, j'ai juste cliqué. J'ai commencé à produire à l'âge de 14 ans, inspiré par un de mes cousins, il faisait de la Goa et de la psy-trance à l'époque et m'a aidé dans mes premiers pas avec Reason. Je n'ai jamais vraiment été DJ de ma vie avant d'être Aero Chord, je savais juste que je devais passer par des productions pour être reconnu, donc je n'en voyais pas l'intérêt. »

## Carrière
Aero Chord sort plusieurs morceaux de musique sur différents labels tels que Monstercat, NoCopyrightSounds.

## Accusations
Le 20 juin 2020, la chanteuse et productrice de disques britannique MYLK l'accuse de harcèlement sexuel qui remonterait à 2014. À la suite des accusations, Monstercat met en conséquence fin à tous les liens avec Vlastaras.
À la suite d'une plainte déposée contre Aero Chord par MYLK, il a été entendu le 9 septembre par la police à Manchester. Aucune charge n'ayant été retenue contre lui, il a été  remis en liberté le jour même sans autre poursuite. [source ?]

## Discographie

### Publications Monstercat

#### Singles
- Aero Chord – Surface (23. avril 2014) — #23 sur Billboard Twitter Emerging Artists
- Aero Chord - Boundless (7. octobre 2014)
- Aero Chord - Break Them (feat. Anna Yvette) (24. novembre 2014)
- Aero Chord – Saiko (18. mai 2015)
- Razihel & Aero Chord – Titans (22. juin 2015)
- Aero Chord – 4U (3. août 2015)
- Aero Chord & Klaypex - Be Free (25. novembre 2015)
- Aero Chord - Resistance (17. janvier 2017)
- Wolfgang Gartner & Aero Chord – Borneo (7. avril 2017)
- Aero Chord - Drop It (12. juillet 2017)
- Aero Chord - Shadows (feat. Névé) (27. février 2018)
- Aero Chord - Play Your Part

Love & Hate EP (14. octobre 2016)
- Aero Chord - The 90's
- Aero Chord - Wanchu Back
- Aero Chord - Kid's Play
- Aero Chord x Tylor Maurer – Gone
- Aero Chord x Fractal - Until The End (feat. Q'Aila)

#### Remixes
- Télévision—Old Skool (27. Septembre 2013)
- SCNDL - La Munsta (17. juin 2014)
- Excision & Pegboard Nerds - Bring The Madness (feat. Maire Apeshit) (23. mars 2015)

### Autres chansons

#### Singles
1. Aero Chord – Warrior of the Night
2. Aero Chord x GAWTBASS – Secret
3. Aero Chord – Ricochet
4. Aero Chord – Chord Splitter
5. Aero Chord – Warfare
6. Aero Chord – BLVDE
7. Aero Chord feat. DDARK – Shootin’ Stars [NCS Release]
8. Aero Chord – Time Leap [NCS Release]
9. Aero Chord – Prime Time
10. Aero Chord – Mortar
11. Aero Chord x Yuki - No Half Steppin'
12. Aero Chord – Android Talk
13. Aero Chord – Fight Theme
14. Aero Chord – Ctrl Alt Destrucion
15. Aero Chord – Battle Cry
16. Aero Chord – By My Hand
17. Aero Chord – Mechanical Mayhem
18. Aero Chord – Bouzouki
19. Aero Chord – Barracuda
20. Aero Chord – Heart Attack
21. Aero Chord & Anuka – Incomplete [NCS Release]
22. Aero Chord & Danyka Nadeau – Attention
23. Aero Chord & Kirsten Collins – Confession
24. Aero Chord & Norman Perry – SVNSET

#### Remixes
1. Bro Safari - "Scumbag" (remix d'Aero Chord)
2. Major Lazer x DJ Snake feat. MØ - "Lean On" (bootleg Aero Chord)
3. Jack U feat. Bunji Garlin - "Jungle Bae" (remix d'Aero Chord)
4. Jessie J feat. 2 Chainz - "Burnin' Up" (remix d'Aero Chord)
5. Revolvr et Genesis, avec Splitbreed - "Unstoppable" (Aero Chord remix)
6. LeKtriQue et Seek N Destroy - "Atomic" (remix d'Aero Chord)
7. Calvin Harris - "Summer" (bootleg Aero Chord)
8. Knife Party - "LRAD" (remix karnivalstep d'Aero Chord)
9. The Pitcher - "Savor Time" (remix d'Aero Chord)
10. Martin Garrix & Firebeatz - "Hélicoptère" (remix d'Aero Chord)
11. The Chainsmokers - "Selfie" (le dub flip d'Aero Chord)
12. Krewella - "Live for the Night" (remix d'Aero Chord)
13. Botnek & 3LAU - "Vikings" (remix d'Aero Chord)
14. Bang La Decks - "Utopia" (remix trap du festival d'Aero Chord)
15. Pegboard Nerds - "20K" (remix d'Aero Chord)
16. Showtek & Noisecontrollers - Get Loose (Quand le rythme baisse) [Aero Chord remix]
17. Alex Balog feat. Edward McEvenue - "Never Stop" (remix d'Aero Chord)
18. Protohype - "Fly" (remix d'Aero Chord)
19. Diamond Pistols feat. Anna Yvette - "Twerk" (remix d'Aero Chord)
20. Dada Life - "Bass Don't Cry" (remix d'Aero Chord)
21. Dada Life - "Kick Out The Epic Mother ** cker" (remix censuré d'Aero Chord)
22. Dada Life - "So Young So High" (remix Trapped Out d'Aero Chord)
23. Dada Life - "Arrive Beautiful Leave Ugly" (remix d'Aero Chord)
24. Frère Safari x OVNI ! – « Drama » (remix d’Aero Chord)
25. Dimitri Vegas & Like Mike vs Dvbbs & Borgeous - "STAMPEDE" (bootleg du festival trap d'Aero Chord)
26. Pegboard Nerds & Tristam - "Razor Sharp" (remix d'Aero Chord)
27. W&W - "Thunder" (remix de trap du festival Aero Chords)
28. Astronaute - "Apollo" (remix d'Aero Chord)
29. Zomboy - "Vancouver Beatdown" (remix d'Aero Chord)
30. Au-dessus et au-delà de l'exploit. Zoë Johnston - "Fly To New York" (remix d'Aero Chord)
31. Justin Bieber - "Qu'est-ce que tu veux dire" (remix d'Aero Chord)
32. Exploit GTA. Sam Bruno - "Lèvres rouges" (remix d'Aero Chord)
33. Pegboard Nerds & Nghtmre feat. Krewella - "Superstar" (remix d'Aero Chord)
34. Kodak Black feat. Travis Scott & Offset - "ZEZE" (Aero Chord Remix)
35. DJ Snake feat. Selena Gomez, Ozuna et Cardi B - "Taki Taki" (remix d'Aero Chord)